# Trigonidium amarina
Trigonidium amarina är en insektsart som beskrevs av Otte, D. och R.D. Alexander 1983. Trigonidium amarina ingår i släktet Trigonidium och familjen syrsor. Inga underarter finns listade i Catalogue of Life.